# 대결! 스타셰프
《대결! 스타셰프》는 SBS TV에서 방영되는 텔레비전 프로그램이며 2009년 6월 19일부터 2009년 9월 25일까지 방영되었다.

## 기획 의도
우리 식재료의 우수성을 알리고 안전한 먹을거리를 이용한 화려한 요리를 선보이는 프로그램이다.